# Metalcore
Metalcore là một thể loại kết hợp những nhân tố từ thể loại hardcore punk và extreme metal. Từ này là ghép của heavy metal và hardcore punk. Thuật ngữ này được đặt ra vào cuối những thập niên 1990 (để miêu tả cho Earth Crisis), những đặc điểm của thể loại này được tạo nên vào năm 1989 với công sức của nhóm nhạc Integrity. Metalcore khác biệt với các thể loại punk metal khác vì sự nhấn mạnh của nó vào breakdown.

## Lịch sử

### Tiền đề (1977–1984)
Black Flag và Bad Brains,, những ban nhạc tiên phong của hardcore punk, ngưỡng mộ và noi theo Black Sabbath. Những nhóm punk đường phố của Anh như Discharge và The Exploited cũng lấy nguồn cảm hứng từ heavy metal. The Misfits put out the Earth A.D. album, becoming a crucial influence on thrash. Ban nhạc Misfits phát hành Earth A.D. album, trở thành album ảnh hưởng quyết định đến thrash. Tuy nhiên, văn hóa và âm nhạc của punk và metal vẫn tách biệt trong nửa đầu thập niên 1980.

## Đặc trưng
Giọng
Kỹ thuật vocal trong metalcore nói chung là scream, đặc biệt trong nhiều nhóm metalcore những năm 1990. Ngày nay nhiều nhóm metalcore kết hợp screaming vocal với clean vocal trong đoạn bridge hoặc chorus.
Tư tưởng
Metalcore nổi lên trong hoàn cảnh giới trẻ bị bao vây bởi nhánh văn hóa hardcore punk, với nhiều nhóm tham gia vào tín ngưỡng straight edge (kiêng các chất gây nghiện và rượu), mặc dù Integrity là một ngoại lệ đáng chú ý. Converge nổi tiếng với sự tập trung vào nỗi đau cá nhân và kinh nghiệm từ những cuộc tình thất bại. Dwid Hellion, đứng đầu Integrity, ủng hộ "Holy Terror Church of Final Judgment", một hệ thống tín ngưỡng liên quan tới Gnosticism và Catharism. Một vài thành viên của các nhóm metalcore thử nghiệm Christians, bao gồm thành viên của Zao, The Devil Wears Prada, As I Lay Dying, August Burns Red, Texas In July, Demon Hunter, Oh Sleeper và Underoath.

## Những chủ đề liên quan
- Danh sách các nhóm nhạc metalcore